# Юма (племе)
Вижте пояснителната страница за други значения на Юма.
Юма (на английски: Yuma) е северноамериканско индианско племе, което живее от двете страни на река Колорадо, южно от река Хила и северно от кокопа. Войнствено племе често нападащо съседите си. Юма са известни под името „куечан“, което идва от тяхното собствено „кучан“ или „куцаан“. Чемехуевите ги наричат „гуичиана“, а паютите „хукуац – тъкачите“. Когато идват първите испанци през 1540 г. няма група с името куечан по Колорадо. Първата поява на куечан е в испански документи от късния 17 век. През 1759 г. Венегас ги споменава под името „кетгуанес“.

## Култура
Според предварителни оценки преди контакта с испанците юма наброяват 3000 – 4000 души организирани в тотемни екзогамни клана по бащина линия. Живеят в малки села или ранчерии в близост до река Колорадо, където отглеждат царевица, боб, тикви, а след пристигането на испанците и диня, пъпеши, пшеница и тютюн. В реката ловят риба и събират миди, а в близките гори ловуват дивеч и събират диви плодове, ядки и семена. Голяма част от храната се съхранява за по-късна консумация.
Основно жилище е правоъгълна дървена постройка от клони и пръчки покрита с тръстика и пясък през студеното време. До дома има долепено зърнохранилище. През лятото използват за подслон прости открити дървени навеси. Племето е известно с керамиката и кошниците си. По реката пътуват със салове от дървени трупи, с които достигат надалеч, развивайки обширна търговска мрежа, която достига на запад до океана и на изток до хопите и навахо.
Като при останалите юмански групи облеклото им е доста оскъдно. Обикновено мъжете носят само набедреник, а жените престилки от върбова кора. На краката си обуват сандали изработени от сурова кожа.
За юма войната е от съществено значение. Чрез нея те поддържат и придобиват духовната си сила, и за разлика от останалите юмански народи са по-добре организирани политически. Всяко село или ранчерия има един или повече водачи, които се срещат на всеобщ съвет, за да обсъждат важни племенни въпроси. При взимането на решение се изисква консенсус. Също така има още военни водачи и ръководители при погребения. Разграничават два вида военни действия. Едните са набезите за набавяне на коне и други необходими неща, а другите е войната за отмъщение. Традиционни съюзници са мохаве, а врагове са почти всички останали съседни племена.
Като останалите юмански народи, юма вярват, че сънищата ръководят живота им. Те са разглеждани като посещение на предците. Човек придобил свръхестествена сила чрез силен сън става шаман.

## История
Самите юма говорят, че мигрират на юг от свещената планина Акуикуаме (Нюбъри Маунтън), която се намира северно от днешния Нийдълс, Калифорния. Първите европейци, които срещат са испанците от експедицията на Ернандо Аларкон през 1540 г. Първият бял, който споменава племето е отец Еузебио Кино през 1698 г. Първият им значителен контакт с испанците е през 1774 г. с испанския изследовател Хуан Баутиста де Анса. Отец Франциско Гарсес ги посещава през 1775 г. Още от самото начало юма са враждебно настроени срещу испанците и техните мисии и селища. През 1781 г. племето въстава и изгонва всички испанци от земите си и установява контрол над ключовото място за пресичане на река Колорадо. За кратко време войните юма убиват четирима свещеника, 30 войници и много от заселниците в близките селища. В отговор испанските власти организират голяма военна кампания на следващата година. След Мексиканско – американската война през 1848 г. американската армия постепенно налага контрол над региона. По време на златната треска в Калифорния през 1850те хиляди бели авантюристи пресичат територията им на път за златните находища. В резултат на този наплив конфликтите са постоянни. За да пази белите и да следи за реда армията построява Форт Юма през 1850 г. През 1853 г. правителството създава резервата Юма (178,2 km2) и задължава племето да се засели в него. До края на 19 век юма са опустошени от болести и преживяват културен упадък. Днес около 1300 техни потомци живеят в собствения си резерват. Много други живеят в резервата Кокопа.